# Coelogyne sudora
Coelogyne sudora é uma espécie de orquídea epífita, família Orchidaceae, originária do Laos.